# ジェームズ・エドワード・フィッツシモンズ
ジェームズ・エドワード・フィッツシモンズ（James Edward Fitzsimmons、 1874年7月23日 - 1966年3月11日）は、アメリカ合衆国の調教師。ギャラントフォックスとオマハの2頭のアメリカ三冠馬を始めとした数多くの名馬を調教した人物で、その功績から在職中の1957年に殿堂入りを果たしている。通称、Sunny Jim（サニー・ジム、「ジム坊や」の意）、Mr. Fitz（ミスター・フィッツ）。

## 経歴
ニューヨーク市ブルックリンのシープスヘッドベイ出身の人物である。3歳の頃にフィッツシモンズ家の敷地がコニーアイランドジョッキークラブに買収されると、それから間もなくの1880年にそこにシープスヘッドベイ競馬場が建設された。フィッツシモンズはこの頃より競馬に接して暮し、自然とその道へと歩んでいった。
10歳になった1885年より競馬場の食堂の皿洗いとして働き始め、15歳のときに騎手となった。しかし騎手としてはあまり成功せず、また体重も増えたために引退、1894年より調教師に転身した。
調教師になって以降、フィッツシモンズは見事に成功を収め、1963年に調教師を引退するまでに手にした勝ち星は2275勝に及んだ。その頃から価値の高まり出したアメリカクラシック3競走も合計で13回の優勝を手にしており、2010年現在でも最多数クラシック勝利記録として保持されている。アメリカで初めて「三冠馬」と呼ばれ、それら3競走の価値を不動のものとしたギャラントフォックス（1930年達成）もまた、フィッツシモンズの管理馬であった。フィッツシモンズはその後1935年にもオマハで三冠を達成しており、現時点で史上唯一の三冠達成2回という記録も持っている。
調教したステークス競走勝ち馬は全部で49頭おり、うち9頭は年度代表表彰に選ばれている。有力馬は主にウィートリーステーブル（Wheatley Stable）やベルエアースタッド（Belair Stud）からの預託馬が多く、前者の代表にミスティモーンやボールドルーラー、後者の代表にギャラントフォックス・オマハ父子がいる。特にベルエアースタッドとの接点は大きく、1932年にベルエアースタッドの運営者が没すると、フィッツシモンズがその運営を引き継いでいる。
在籍馬には高額の賞金を稼いだ馬もおり、ギャラントフォックスとナシュアはそれぞれ当時の獲得賞金額記録を塗り替えた馬であった。またフィッツシモンズ自身も連年高額の賞金を稼ぎ、生涯で5度のリーディングトレーナー（最高賞金獲得調教師）に輝いた（1930、1932、1936、1939、1955年）。
その他、フィッツシモンズが管理していた競走馬の中には、後に賞金王となるシービスケットもいた。フィッツシモンズはこの馬を「歌えるくせに、そう仕向けないと絶対歌わない怠け鳥」と形容し、本来は鞭を使わない方針でありながら、同馬に限っては鞭を使って調教していた。そのような調教の難しさがあり、結局大成させる前に売却・転厩されてしまっている。
1957年には、現役中ながらもアメリカ競馬名誉の殿堂博物館より殿堂入りを発表されている。また全米競馬記者協会の選ぶ賞のひとつとして「ミスターフィッツ賞（Mr. Fitz Award）」というものがあるが、この名はフィッツシモンズに由来するものである。
1966年にマイアミで死去した。遺体はブルックリンのホーリークロス墓地に埋葬されている。

## 主な管理馬

### クラシック優勝馬
- ギャラントフォックス Gallant Fox - 1930年アメリカ三冠馬。アメリカ殿堂馬。
- オマハ Omaha - 1935年アメリカ三冠馬。アメリカ殿堂馬。
- グランビル Granville - 1936年ベルモントステークスなど。アメリカ殿堂馬。
- ジョンズタウン Johnstown - 1939年アメリカ二冠馬。アメリカ殿堂馬。
- ファイレノ Faireno - 1932年ベルモントステークスなど。
- ナシュア Nashua - 1955年アメリカ二冠馬。アメリカ殿堂馬。
- ボールドルーラー Bold Ruler - 1957年プリークネスステークスなど。アメリカ殿堂馬。

### その他の主な活躍馬
- ヴェイグランシー Vagrancy - コーチングクラブアメリカンオークスなど。1942年アメリカ最優秀3歳牝馬。
- ミスティモーン Misty Morn - モンマスオークスなど。1955年アメリカ最優秀3歳牝馬。
- ブサンダ Busanda - アラバマステークスなど。
- ハイボルテージ High Voltage - エイコーンステークスなど。1954年アメリカ最優秀2歳牝馬。

### 過去に管理した馬
- シービスケット Seabiscuit - 2歳-3歳前半のみ管理。アメリカ殿堂馬。
- サーチング Searching - 2歳-3歳春のみ管理。アメリカ殿堂馬。